# Martina Franca (stacja kolejowa)
Martina Franca (włoski: Stazione di Martina Franca) – stacja kolejowa w Martina Franca, w prowincji Tarent, w regionie Apulia, we Włoszech.
Stacja jak i linie kolejowe są obsługiwane przez Ferrovie del Sud Est. Jest węzłem kolejowym na liniach Bari – Martina Franca – Tarent i Martina Franca – Lecce.

## Linie kolejowe
- Bari – Martina Franca – Tarent
- Martina Franca – Lecce